# Richard Andersson
Richard Andersson   (ciutat d'Estocolm, 22 d'agost de 1851 - ciutat d'Estocolm, 20 de maig de 1918) va ser un pianista, educador i compositor suec.

## Biografia
Andersson va tenir classes de violí i piano en la seva joventut. De 1867 a 1874 va estudiar piano al Conservatori d'Estocolm amb Jan van Boom, harmonia amb OD Winge, orgue amb Gustaf Adolf Mankell, composició amb Hermann Berens i violí amb Adolf Fredrik Lindroth. Després, va prendre més lliçons de piano amb Hilda Thegerström. De 1876 a 1877 va estudiar piano amb Clara Schumann i composició amb Richard Wüerst a Berlín. De 1877 a 1884 va ser estudiant a la "Musikhochschule" de Berlín, on foren els seus professors Karl Heinrich Barth (piano) i Friedrich Kiel (contrapunt).
El 1866 va fundar una escola de música a Estocolm, que després tindria sucursals a Uppsala, Djursholm, Saltsjöbaden i Enskede i va ocupar 56 professors i que va dirigir fins a la seva mort. Els graduats d'aquesta escola van incloure Vilhelm Stenhammar, Knut Bäck, John G. Jacobsson, Adolf i Victor Wiklund, Astrid Berwald, Manolita d'Anduaga i Kerstin Runbäck. De 1904 a 1906 també va exercir com a professor de piano al Conservatori d'Estocolm.
Com a compositor, Andersson es va especialitzar principalment per a cançons (incloent textos de Heinrich Heine, Ludwig Uhland, Emanuel Geibel, Björnsterne Björnson), obres de piano i obres de música de cambra.